# San Mateo (California)
San Mateo es una ciudad en el condado de San Mateo, California, en el área de la bahía de San Francisco. Es uno de los suburbios más grandes en la península de San Francisco, localizado entre la ciudad de Burlingame al norte, la ciudad de Foster City al este, y la ciudad de Belmont al sur.

## Características ambientales y geográficas
Quizás el área natural más conocida es el Coyote Point, una península cerrada de rocas que sobresale en la bahía de San Francisco. Los tempranos navegantes españoles la nombraron punta de San Mateo (Brown, 1975), pero los buques de carga que llevaban el grano en la bahía la retitularon el coyote grande (BLM, 1853). En todo caso los marineros tenían una inclinación para nombrar los promontorios en el borde de la bahía de San Francisco después del coyote, puesto que a través de la bahía en Hayward están las colinas del coyote. Por los años de 1890 el área de la orilla era una playa popular llamada playa de San Mateo, nombrada originalmente por los españoles en 1842 como playa de San Mateo. El coyote point alberga hoy día a un museo nombrado coyote point museum, es uno de los mejores museos de la historia natural y a los centros de la fauna en California. El centro de la sociedad humana de la península también se sitúa en el coyote point. 
San Mateo goza de un clima mediterráneo suave, blindado del océano Pacífico por el bloque de la montaña de Montara situado en las montañas de Santa Cruz. Hay una variedad de hábitat naturales presentes, incluyendo arbolado mezclado del roble, las zonas riparias y los pantanos dentro tierra. Una especie en peligro de extinción, el ave California clapper rail, estaba siendo alimentada por las aves mudflats. Las áreas del pantano son también hábitat probable para el ratón que se considera muy peligroso en la cosecha del pantano de sal, lo cual goza en medio y en las zonas altas de los pantanos de sal, así como las plantas del pantano están en peligro de extinción, lo cual señalan que son la alimentación del pájaro California clipper rail.
La montaña de Sugarloaf, que nombre deriva a partir por lo menos de 1870, es una tierra prominente entre las bifurcaciones del cala del laurel (Brown, 1975). En estos últimos años, el árbol roble y el hábitat mezclados del chaparral, ha sido un sitio de la controversia que implica ofertas para desarrollar una porción de la montaña para el uso residencial.
San Mateo está situado en las coordenadas 37°33′ N  122°18′ O (37.554286, -122.313044). Según la oficina de censo de Estados Unidos, la ciudad tiene un área total de 41,3 kilómetros2, de los cuales 31,6 kilómetros2 son tierra firme y 9,7 kilómetros2 (23.43%) son agua.

## Demografía
En el censo de 2020, había 106.661 personas, 37.338 casas, y 22.328 familias que residían en la ciudad. La densidad demográfica era de los 2922.1 hab/km². Había 38.249 unidades de cubierta en una densidad media de 1208.5 hab/km². La división racial de la ciudad era 62,23% blancos, 3,19% afroamericanos, 1,28% americanos nativos, 15,10% asiáticos, 2,34% isleños del Pacífico, 9,43% de otras razas, y 6,53% de dos o más razas. El 28,72% de la población eran hispanos o latinos.

## Celebridades
- Aquí nació Tom Brady.

## Ciudades hermanas
- Varde, Dinamarca
- Toyonaka, Japón
- San Pablo, Filipinas

## Galería

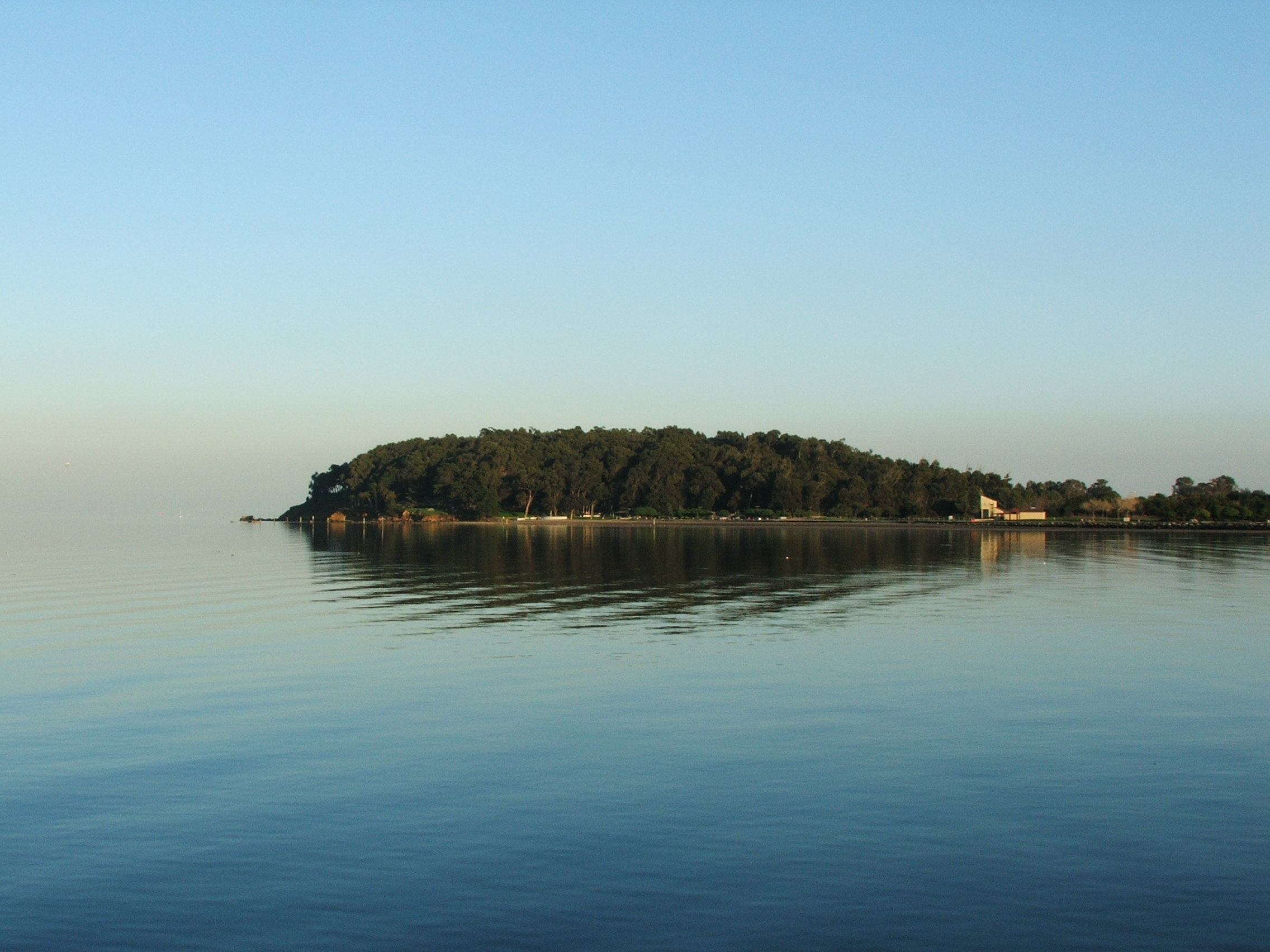
Parque del Coyote Point
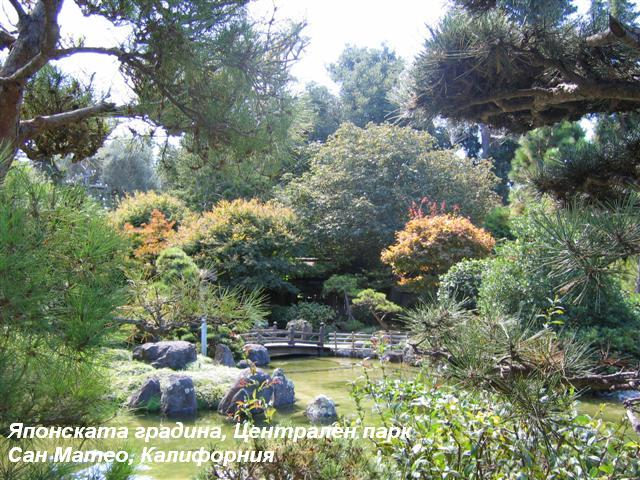
Arboreto de San Mateo (jardín botánico)